# Górka (Otrocz)
Górka – część wsi Otrocz w Polsce, położona w województwie lubelskim, w powiecie janowskim, w gminie Chrzanów.
Stanowi wschodnią część Otrocza z kościołem Narodzenia Najświętszej Maryi Panny.